# Universal Forum
Universal Forum är ett studioalbum av RASA från 1982.

## Låtlista
1. Really Up To You
2. Ode To Understand
3. Planned Obsolescence
4. Material Duality
5. Name, Fame, Glory
6. Supersoul
7. Awash
8. Changing Body Blues

## Medverkande
- Robert Campagnola (alias Vishnupada) - bas, stråkar, sång
- Korsnäs Girls - sång
- Kent Larsson - trummor
- Jan Stenhäll - trummor
- Carana Padma - gitarr
- Madhava Puri - horn, orgel, piano